# Naby Keïta
Naby Deco Keïta (Conakry, 10 februari 1995) is een Guinees voetballer die doorgaans als centrale/aanvallende middenvelder speelt. Hij verruilde Liverpool in juli 2023 transfervrij voor Werder Bremen. Keïta debuteerde in 2013 in het Guinees voetbalelftal.

## Clubcarrière

### Istres FC
Keita speelde tijdens het seizoen 2013/14 bij FC Istres in de Ligue 2, waarvoor hij op 22 november 2013 debuteerde tegen Nîmes Olympique. Hij maakte een doelpunt en gaf een assist. In 23 competitieduels voor die club zou hij vier keer scoren. Wel degradeerde hij met Istres naar de Championnat National.

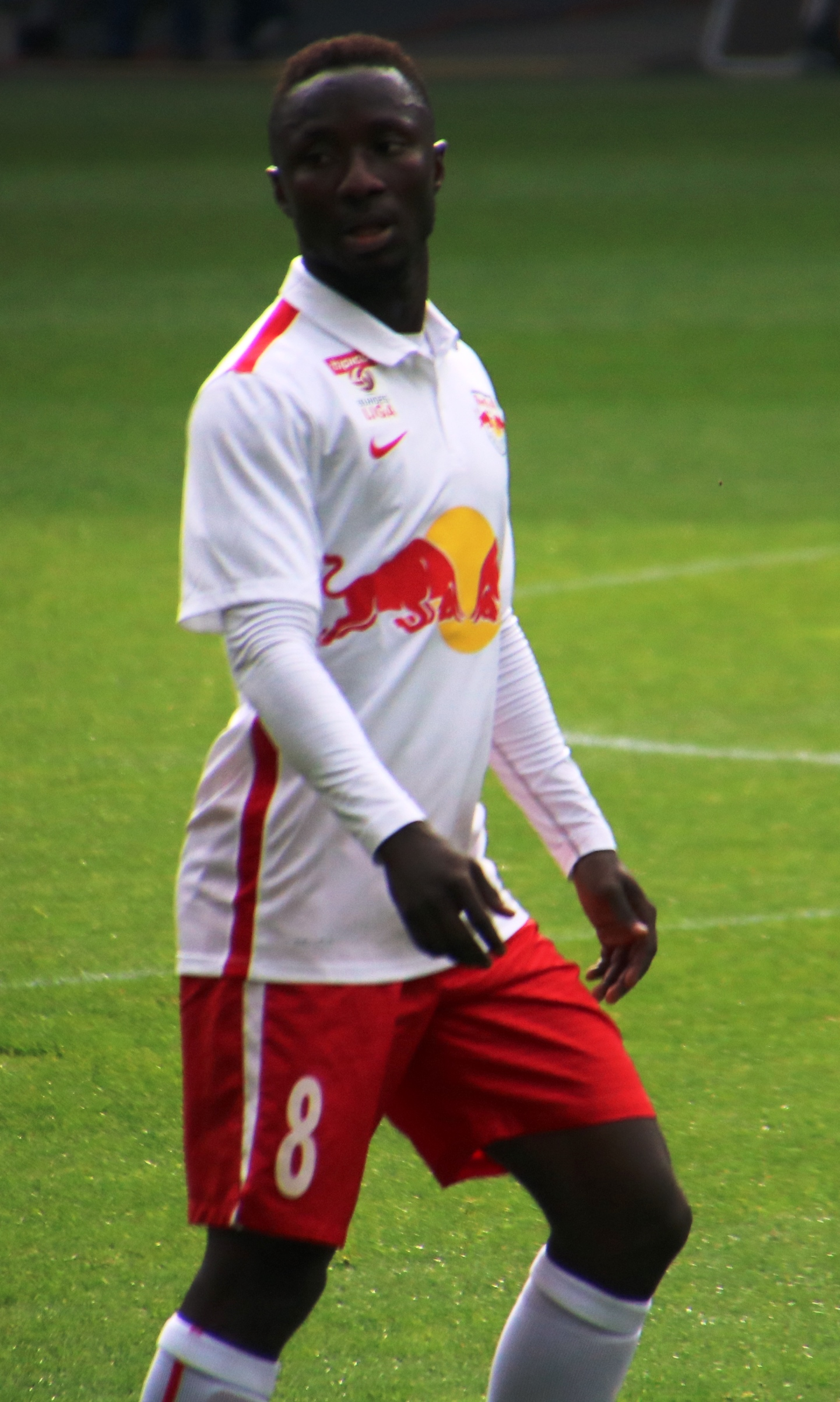
Keita als speler van RB Salzburg

### Red Bull Salzburg
In 2014 werd Keita voor anderhalf miljoen euro naar het Oostenrijkse Red Bull Salzburg getransfereerd, waar hij zijn handtekening zette onder een vijfjarig contract. Op 26 juli 2014 debuteerde hij in de Oostenrijkse Bundesliga tegen Wiener Neustadt. Het eerste Europese duel van Keita speelde hij vier dagen later, in de derde kwalificatieronde van de Champions League tegen FK Qarabağ. Zijn eerste Europese doelpunt scoorde hij in de groepsfase van de Europa League tegen Celtic op 27 november. Keita zou in het seizoen 2014/15 de Oostenrijkse dubbel winnen met Red Bull Salzburg door de Bundesliga en de ÖFB-Cup te winnen. Keita scoorde in het hele seizoen zes keer in 44 duels. In het seizoen daarna werd opnieuw beide prijzen gewonnen en werd Keita de 'Austrian Bundesliga Player of the Year' door bij 20 competitiedoelpunten betrokken te zijn.

### RB Leipzig
In de zomer van 2018 vertrok Keita naar RB Leipzig voor zo'n 30 miljoen euro. De Duitse club was net gepromoveerd naar de Bundesliga. In zijn debuutwedstrijd scoorde Keita het enige doelpunt tegen Borussia Dortmund. Later zou hij nog zeven doelpunten maken waarmee hij een behoorlijk aandeel had aan de tweede plaats in de Bundesliga. Naby Keita werd daardoor ook opgenomen in de 'Bundesliga Team of the Season' met o.a. teamgenoot Forsberg. In het seizoen 2017/18 eindigde RB Leipzig op de zesde plaats in de Bundesliga. In de Europa League bleek de kwartfinale het eindstation, wel werd Keita opgenomen in de 'Team of the Season' van de Europa League dat seizoen. In alle competities scoorde hij negen keer keer en gaf hij zeven keer de assist.

### Liverpool
Keita tekende op 27 augustus 2017 een contract voor vijf seizoenen bij Liverpool, dat gebruikmaakte van een clausule zijn in contract bij Leipzig. Dat ging pas in op 1 juli 2018, waardoor Keita nog een jaar bij in Duitsland zou spelen. Hij debuteerde voor de Engelse ploeg tegen West Ham United. Zijn eerste doelpunt voor Liverpool maakte hij op 5 april 2019 in een competitiewedstrijd Southampton. Vier dagen later wist de middenvelder ook te scoren in de kwartfinale van de Champions League, tegen FC Porto. Keïta werd bij Liverpool nooit een onbetwiste basisspeler. Nadat hij in zijn eerste seizoen zestien speelrondes aan de aftrap stond, kreeg hij in de volgende twee seizoenen nog negen en zeven basisplaatsen. Een enkelblessure opgelopen in de december 2020 kostte hem ook twee maanden. Nadat hij in 2021/22 wel weer vaker aan spelen toekwam, kostten blessures hem in 2022/23 zeven maanden om te herstellen.

### Werder Bremen
Keita vertrok na vijf seizoenen bij Liverpool transfervrij naar Werder Bremen, waar hij in juni 2023 een contract tekende tot medio 2026. Die club verhuurde hem vanaf januari 2025 voor één jaar aan Ferencváros.

## Clubstatistieken
| Seizoen | Club              | Competitie     | Competitie | Competitie | Beker | Beker | Internationaal | Internationaal | Totaal | Totaal |
| Seizoen | Club              | Competitie     | Wed.       | Dlp.       | Wed.  | Dlp.  | Wed.           | Dlp.           | Wed.   | Dlp.   |
| ------- | ----------------- | -------------- | ---------- | ---------- | ----- | ----- | -------------- | -------------- | ------ | ------ |
| 2013/14 | FC Istres         | Ligue 2        | 23         | 4          | 1     | 0     | —              | —              | 24     | 4      |
| 2014/15 | Red Bull Salzburg | Bundesliga     | 30         | 5          | 4     | 0     | 10             | 1              | 44     | 6      |
| 2015/16 | Red Bull Salzburg | Bundesliga     | 29         | 12         | 5     | 2     | 3              | 0              | 37     | 14     |
| 2016/17 | RB Leipzig        | Bundesliga     | 31         | 8          | 1     | 0     | —              | —              | 32     | 8      |
| 2017/18 | RB Leipzig        | Bundesliga     | 27         | 6          | 2     | 1     | 10             | 2              | 39     | 9      |
| 2018/19 | Liverpool         | Premier League | 25         | 2          | 2     | 0     | 6              | 1              | 33     | 3      |
| 2019/20 | Liverpool         | Premier League | 18         | 2          | 3     | 0     | 6              | 2              | 27     | 4      |
| 2020/21 | Liverpool         | Premier League | 10         | 0          | 2     | 0     | 4              | 0              | 16     | 0      |
| 2021/22 | Liverpool         | Premier League | 23         | 3          | 6     | 0     | 9              | 1              | 38     | 4      |
| 2022/23 | Liverpool         | Premier League | 8          | 0          | 1     | 0     | 0              | 0              | 9      | 0      |
| 2023/24 | Werder Bremen     | Bundesliga     | 0          | 0          | 0     | 0     | 0              | 0              | 0      | 0      |
| Totaal  | Totaal            | Totaal         | 224        | 42         | 27    | 3     | 48             | 7              | 299    | 52     |

Bijgewerkt t/m 9 juni 2023

## Interlandcarrière
Keita debuteerde op 28 juli 2013 in het Guinees voetbalelftal, in een kwalificatiewedstrijd voor het African Championship of Nations 2014 tegen Mali (1–0 winst). In het najaar van 2014 kwalificeerde hij zich met Guinee voor het Afrikaans kampioenschap voetbal 2015 in Equatoriaal-Guinea; op het toernooi, gespeeld in januari 2015, was hij een vaste waarde in het elftal. Guinee speelde alle groepsduels met 1–1 gelijk, wat voldoende was voor een plaats in de kwartfinale. Op 1 februari 2015 werd die kwartfinale verloren van Ghana (0–3). Keita maakte op 12 november 2015 zijn eerste interlanddoelpunt, in een kwalificatiewedstrijd voor het wereldkampioenschap voetbal 2018 tegen Namibië. Na een halfuur maakte hij het enige doelpunt van de wedstrijd. In de tweede wedstrijd tegen Namibië, drie dagen later, was Keïta opnieuw trefzeker. Met een 3–0 overwinning over twee duels was Guinee verzekerd van een plaats in de volgende ronde van het kwalificatietoernooi. Keïta verscheen zes jaar na zijn debuut voor de tweede keer op een eindtoernooi, het Afrikaans kampioenschap 2019. Hierop kwam hij twee keer in actie. Hij was aanvoerder van Guinee op het Afrikaans kampioenschap 2021. Hierop speelde hij alle drie de pouleduels van zijn ploeg van begin tot eind. Daarbij scoorde hij tegen Zimbamwe. Hij was geschorst voor de achtste finale, die Guinee verloor van Gambia.

## Erelijst
| Competitie            |                   |                   |                   |                   |
| Competitie            | Aantal            | Jaren             |                   |                   |
| Red Bull Salzburg     | Red Bull Salzburg | Red Bull Salzburg | Red Bull Salzburg | Red Bull Salzburg |
| --------------------- | ----------------- | ----------------- | ----------------- | ----------------- |
| Bundesliga            | 2x                | 2014/15, 2015/16  |                   |                   |
| ÖFB-Cup               | 2x                | 2014/15, 2015/16  |                   |                   |
| Liverpool             |                   |                   |                   |                   |
| FIFA Club World Cup   | 1x                | 2019              |                   |                   |
| UEFA Champions League | 1x                | 2018/19           |                   |                   |
| UEFA Super Cup        | 1x                | 2019              |                   |                   |
| Premier League        | 1x                | 2019/20           |                   |                   |
| EFL Cup               | 1x                | 2021/22           |                   |                   |
| FA Cup                | 1x                | 2021/22           |                   |                   |
| FA Community Shield   | 1x                | 2022              |                   |                   |

1 Zetterer ·
3 Jung ·
4 Stark ·
5 Pieper ·
6 Stage ·
7 Ducksch ·
8 Weiser ·
9 Silva ·
10 Bittencourt ·
11 Njinmah ·
13 Veljković ·
14 Lynen ·
15 Burke ·
17 Grüll ·
19 Köhn ·
20 Schmid ·
22 Malatini ·
25 Kolke ·
26 Imasuen ·
27 Agu ·
28 Alvero ·
29 Kaboré ·
30 Backhaus ·
32 Friedl  ·
33 Nankishi ·
35 Opitz ·
38 Topp ·
Coach: Steffen